# Pedro Narciso
Pedro Narciso foi um político e pecuarista brasileiro. Foi deputado estadual de Minas Gerais por três legislaturas consecutivas: da 8ª à 10ª legislatura (1975 - 1987). Foi também vereador de Montes Claros por 3 mandatos consecutivos, além de vice-prefeito e prefeito interino da cidade.